# Diplycosia aurea
Diplycosia aurea är en ljungväxtart som beskrevs av Herman Otto Sleumer. Diplycosia aurea ingår i släktet Diplycosia och familjen ljungväxter. Inga underarter finns listade i Catalogue of Life.